# جانيس فـان هيك
جانيس فـان هيك هو لاعب كرة قدم بلجيكي في مركز الوسط، ولد في 15 يناير 2002 في بلجيكا. لعب مع زولته فاريجيم.

## وصلات خارجية
- جانيس فـان هيك على موقع الاتحاد الأوربي (الإنجليزية)
- جانيس فـان هيك على موقع قاعدة بيانات كرة القدم.إي يو (الإنجليزية)
- جانيس فـان هيك على موقع Soccerway.com (الإنجليزية)